# Harold S. Shapiro
Pour les articles homonymes, voir Shapiro.
Harold Seymour Shapiro, né le 2 avril 1928 à Brooklyn (New York, État de New York) et mort le 5 mars 2021 à Stockholm (Suède), est un mathématicien et universitaire américain naturalisé suédois.
Il est professeur émérite de mathématiques à l'Institut royal de technologie de Stockholm.

## Biographie

### Formation
En 1949, Harold S. Shapiro obtient son baccalauréat universitaire ès sciences au City College de New York. Il obtient au Massachusetts Institute of Technology (MIT) un Master en sciences en 1951, puis un Ph. D. en 1952.

### Domaine de recherches et travaux réalisés
Harold S. Shapiro est particulièrement connu pour avoir découvert le polynôme de Shapiro (qui porte son nom, mais est également connu sous le nom de « polynôme de Golay-Shapiro », ou encore « polynôme de Rudin-Shapiro ») et pour son travail de pionnier sur les domaines de quadrature (en) en théorie du potentiel. Son domaine de recherches porte également sur la théorie de l'approximation, l'analyse complexe, l'analyse fonctionnelle et les équations aux dérivées partielles. Il s'est également intéressé à la pédagogie de la résolution des problèmes.
Il est ensuite professeur émérite de mathématiques à l'Institut royal de technologie de Stockholm (Suède).

### Famille
Harold S. Shapiro est le père du cosmologiste Max Tegmark, diplômé du Kungliga tekniska högskolan et professeur au MIT.

## Articles liés
- Inégalité de Shapiro
- Polynôme de Shapiro